# دانيال فيريرا
دانيال فيريرا (بالإسبانية: Daniel Ferreira)‏ (25 سبتمبر 1982 بأسونسيون في باراغواي - ) هو مدرب كرة قدم ولاعب كرة قدم باراغواياني في مركز الهجوم. لعب مع نادي برشلونة.

## وصلات خارجية
- دانيال فيريرا على موقع قاعدة بيانات كرة القدم.إي يو (الإنجليزية)
- دانيال فيريرا على موقع Soccerway.com (الإنجليزية)